# The Battle of the Labyrinth
The Battle of the Labyrinth (Brasil: A Batalha do Labirinto / Portugal: Percy Jackson e a Batalha do Labirinto) é o quarto livro da série Percy Jackson e Os Olimpianos, de Rick Riordan. O Livro narra as aventuras de Percy Jackson e seus amigos na tentativa de defender seu Acampamento de uma invasão do exército de Cronos, através do Labirinto de Dédalo.

## Sinopse
Percy está prestes a começar o ano letivo em uma nova escola. Ele já não esperava que essa experiência fosse lá muito agradável, mas, ao dar de cara com empousais monstruosas e mortas de fome, vê que tudo, sempre, pode ficar ainda pior.
Nesse quarto volume da série, o tempo está se esgotando e a batalha entre os deuses do Olimpo e Cronos, o Senhor dos Titãs, fica cada vez mais próxima. Mesmo o Acampamento Meio-Sangue, o porto seguro dos heróis, se torna vulnerável à medida que os exércitos de Cronos se preparam para atacar suas fronteiras, até então impenetráveis. Para detê-los, Percy e seus amigos semideuses partirão em uma jornada pelo Labirinto de Dédalo um interminável universo subterrâneo que, a cada curva, revela as mais temíveis surpresas.

## Capa
A capa mostra Percy observando o caixão dourado onde Cronos se regenera. Mostra também o Labirinto e alguns locais conectados pelo mesmo, como: a ponte Golden Gate e o Monte Santa Helena.

## Enredo
Percy visita sua nova escola, e é atacado por empousais que tentaram comer ele vivo,
mas uma pessoa conhecida entra em seu caminho e o ajuda em sua nova missão
,ele volta ao acampamento meio-sangue onde descobrira "sobre o labirinto", onde sera a salvação do problema de Grover.
O tempo esta esgotando  e a batalha entre os Deuses do Olimpo e Cronos, o senhor dos Titãs, fica cada vez mais próxima ao
Acampamento meio-sangue. O porto seguro dos heróis,torna-se vulnerável a medida que os
exércitos de Cronos abrem o caminho para atacar as fronteiras,
ate então impenetráveis.
Para detê-los Percy e seus amigos semideuses partirão em uma jornada pelo labirinto de Dédalo.
Um interminável universo subterrâneo que a cada curva, revela as mais temíveis surpresas.
Aqui Percy e Annabeth dão o seu primeiro beijo.

## Profecia
"Descerás na escuridão do labirinto infinito,
O morto, o traidor e o perdido reerguidos.
Ascenderás ou cairás pelas mãos do rei espectral,
Da criança de Atena, a defesa final.
A destruição virá quando o último suspiro do heroi acontecer,
E perderás um amor para algo pior que morrer."

## Capítulos
| Cap. | Estados Unidos                       | Brasil                                                   | Portugal                                      |
| ---- | ------------------------------------ | -------------------------------------------------------- | --------------------------------------------- |
| 1    | I battle the cheerleading squad      | Enfrento as líderes de torcida                           | Luto Contra Um Esquadrão de Líderes de Claque |
| 2    | The underworld sends me a prank call | O Mundo Inferior me liga a cobrar                        | O Mundo dos Mortos Prega-me Uma Partida       |
| 3    | We play tag with Scorpions           | Brincamos de Pega-Pega com escorpiões                    | Jogamos à Apanhada com Escorpiões             |
| 4    | Annabeth breaks the rules            | Annabeth transgride as regras                            | Annabeth Quebra as Regras                     |
| 5    | Nico buys happy meals for the dead   | Nico compra McLanche Feliz para os mortos                | Nico Compra Happy Meals para os Mortos        |
| 6    | We meet the God with two faces       | Encontramos o deus de duas caras                         | Conhecemos o Deus com Duas Caras              |
| 7    | Tyson leads a jailbreak              | Tyson lidera uma fuga da prisão                          | Tyson Lidera a Fuga da Prisão                 |
| 8    | We visit the Demon Dude Ranch        | Visitamos o rancho de férias do demônio                  | Visitamos Um Rancho Muito Original            |
| 9    | I scoop poop                         | Eu removo estrume                                        | Apanho Caca de Cavalo                         |
| 10   | We play the game show of death       | Jogamos o game da morte                                  | Jogamos aos Enigmas                           |
| 11   | I set myself on fire                 | Eu pego fogo                                             | Tomo Banho de Lava                            |
| 12   | I take a permanent vacation          | Tiro férias permanentes                                  | Tiro Férias Definitivas                       |
| 13   | We hire a new guide                  | Contratamos um novo guia                                 | Contratamos Um Novo Guia                      |
| 14   | My brother duels me to the death     | Meu irmão duela comigo até a morte                       | O Meu Irmão Luta Comigo até à Morte           |
| 15   | We steal some slightly used wings    | Roubamos algumas asas seminovas                          | Roubamos Umas Asas Um Pouco Usadas            |
| 16   | I open a coffin                      | Eu abro um caixão                                        | Abro Um Caixão                                |
| 17   | The lost God speaks                  | O Deus perdido fala                                      | O Deus Perdido Fala                           |
| 18   | Grover causes a stampede             | Grover provoca uma debandada                             | Grover Provoca Uma Debandada                  |
| 19   | The council gets cloven              | O conselho se fende                                      | O Conselho Fica Dividido                      |
| 20   | My birthday takes a dark turn        | Minha festa de aniversário sofre uma sombria reviravolta | A Minha Festa de Aniversário Corre Mal        |